# شبخوس سرا (شبخوسلات)
شبخوس سرا (بالفارسية: شبخوس‌سرا) هي قرية تقع في إيران في قسم شبخوسلات الريفي. يقدر عدد سكانها بـ 121 نسمة .